# 田中芳樹 (プロデューサー)
田中 芳樹（たなか よしき、1959年6月20日-）は、日テレイベンツ代表取締役社長。大阪府出身。慶應義塾大学卒。

## 経歴
- 1983年 日本テレビ放送網入社
- 2003年 編成局プロデューサー
- 制作局ドラマセンターチーフプロデューサー
- 2012.6 コンテンツ事業局イベント事業部長
- 2014.6 日テレイベンツ専務取締役
- 2016.6 現職

## 作品

### プロデューサー
- 子供が寝たあとで
- ジェラシー
- 大人のキス
- そのうち結婚する君へ
- グッドラック
- たたかうお嫁さま
- サービス
- P.A.
- ラビリンス

火曜サスペンス劇場
- 湾岸に消えた女（1989/02/28）
- あなたの知らないあなたの部屋（1989/05/30）
- 婚約解消殺人事件（1989/06/13）
- 弁護士朝日岳之助１真実の合奏（1989/10/17）
- 星座伝説殺人事件（1989/11/21）
- 香子の夢 コンパニオン殺人事件（演出兼務 1989/12/05）
- 完全犯罪研究室（1990/04/10）
- 真夜中に微笑む女（1990/05/01）
- 弁護士朝日岳之助２有罪率99％の壁（1990/05/29）
- 結婚指輪（1990/06/12）
- 六月の花嫁４新婚団地妻殺人事件（1990/06/26）
- 殺意の団欒（1990/10/23）
- 裏口入学殺人事件（1991/02/26）
- 結婚運（1991/06/04）
- 結婚の行方（1991/06/11）
- 結婚適齢期（1991/06/25）
- 飛ぶ男、墜ちる女（1991/08/20）
- 眠れぬ夜のために（1991/10/29）
- スイートホーム殺人事件（1992/06/30）
- 弁護士朝日岳之助４考古学教室の殺人（1992/08/11）
- 刑事鬼貫八郎１死びとの座（1993/03/09）
- 青い薔薇殺人事件（1993/06/29）
- 造花（1994/06/07）
- 取調室12（2000/06/27）

### プロデューサーアシスタント
- バーチャルガール
- 彼女が死んじゃった。

### チーフプロデューサー
- 笑う女優
- Mother
- 美丘 -君がいた日々-
- 桜からの手紙 〜AKB48 それぞれの卒業物語〜
- さよならぼくたちのようちえん
- 美咲ナンバーワン!!
- リバウンド
- ろくでなしBLUES
- ドン★キホーテ
- 生きてるだけでなんくるないさ
- 幸福の黄色いハンカチ
- QP
- 家政婦のミタ
- クレオパトラな女たち

演出
- ハーフポテトな俺たち（1985/10/09 ～ 12/25）
- 秋のシナリオ（演出補　1987/11/06）
- 火曜サスペンス劇場「香子の夢　コンパニオン殺人事件」（プロデューサー兼務　1989/12/05）